# Styringomyia spinicaudata
Styringomyia spinicaudata is een tweevleugelige uit de familie steltmuggen (Limoniidae). De soort komt voor in het Australaziatisch gebied.